# الجدول الزمني لمدينة دبي
فيما يلي الجدول الزمني لتاريخ مدينة دبي في الإمارات العربية المتحدة.

## قبل القرن العشرين
- 1787 - بناء قلعة الفهيدي (متحف دبي حاليا).
- 1833
  - دبي مأخوذة من قبل «آل عشيرة آل بو فلسة من بني ياس»، [1] لتصبح مستقلة عن إمارة أبوظبي.
  - عبيد بن سعيد ومكتوم بن بطي آل مكتوم هم أول الحكام المشتركين لدبي. [2]
- 1836 وفاة عبيد بن سعيد. وأصبح مكتوم بن بطي الحاكم الوحيد.
- 1852 - سعيد بن شخبوط آل مكتوم يصبح حاكم دبي.
- 1859 - حشر بن مكتوم يصبح حاكم دبي.
- 1865 - باني هندي يبدأ في الوصول إلى دبي. [3]
- 1886 - راشد بن مكتوم يصبح حاكم دبي.
- 1892 - «حكام إمارات الساحل المتصالح يوقعون معاهدة حماية حصرية مع المملكة المتحدة.» [4]
- 1894 - مكتوم بن حشر يصبح حاكم دبي.[5]
- 1896 - بناء منزل سعيد آل مكتوم. [6]

## القرن ال 20
- 1904-1903
  - أصبحت دبي «الميناء الرئيسي لإمارات الساحل المتصالح». [3]
  - تأسيس أول مدرسة في دبي على النظام الحديث. [3]
- 1904 - بدأت شركة الملاحة البريطانية الهندية البخارية خدمة منتظمة إلى دبي.[7]
- 1906 - بطي بن سهيل يصبح حاكم دبي.
- 1910 - حادثة صفير
- 1912 - سعيد الثاني بن مكتوم حاكم دبي.
- 1929
  - 15-18 أبريل: ماني بن راشد يصبح حاكم دبي لفترة وجيزة.
  - «انهيار صناعة صيد اللؤلؤ». [3]
- 1934 - تأسيس قاعدة جوية بريطانية. [3]
- 1938 - تحدث «حركة الإصلاح» الاقتصادية / السياسية للمجلس. [3]
- 1939 - تأسيس مجلس التجارة (اللجنة التجارية). [3]
- 1941 - تم افتتاح مكتب بريد دبي.[8]
- 1946 - أكتوبر: تم افتتاح بنك إمبريال بنك أوف فارس (ليصبح البنك البريطاني للشرق الأوسط، ثم بنك HSBC) في دبي [8]
- 1948 - النزاع الحدودي بين أبو ظبي ودبي.[9]
- 1949
  - 15 يوليو: محمد بن راشد آل مكتوم الحاكم الحالي لدبي، ولد في مدينة الشندقة.
- 1950 - بدأ «التنقيب عن النفط» في منطقة دبي.[10]
- 1952 - تأسيس القنصلية الإيرانية.[11]
- 1953 - تشكيل الجبهة الوطنية (المجموعة السياسية المناهضة لبريطانيا). [12]
- 1956
  - افتتاح متجر جاشنمال.[13]
  - 1 يونيو: تأسست شرطة دبي في قلعة نايف.
- 1957 - تأسيس بلدية دبي.[14]
- 1958
  - 9 سبتمبر: راشد بن سعيد آل مكتوم يصبح حاكم دبي عندما توفي والده الشيخ سعيد.[9]
- 1959
  - إنشاء خور دبي. [15]
  - افتتاح مطار دبي.[16]
  - تأسيس شركة دناتا (وكالة دبي الوطنية للسفر الجوي).
- 1979
  - 26 فبراير: الملكة إليزابيث الثانية تفتتح محطة تحلية المياه في دبي.[17]
  - الشيخ محمد يتزوج الشيخة هند بنت مكتوم.
  - بدأ إنتاج النفط في حقل راشد.[18]
  - شركة دوبال للألمنيوم تبدأ الإنتاج.[5]
  - افتتاح مركز دبي الدولي للمؤتمرات
  - افتتاح ميناء جبل علي.
  - بدأت مجلة أخبار الخليج في النشر.
- 1980
  - إنشاء مجلس بلدية دبي ويتولى حمدان بن راشد آل مكتوم رئاسة مجلس الإدارة.[14]
  - اكتمال طريق E 11 (أبو ظبي - دبي).
  - جريدة البيان تبدأ النشر.[19]
  - وصل عدد السكان إلى: 265702.[20]
- 1983
  - 17 مايو: وفاة الشيخة لطيفة زوجة الشيخ راشد.
  - فتح أحواض دبي الجافة.
  - 20 ديسمبر: افتتاح سوق دبي الحرة.
- 1984
  - يبدأ إنتاج النفط في حقل مارغام .[18]
  - حاكم الشيخ راشد يعاني من المشاكل الصحية. والسلطة تتحول إلى أبنائه.[9]
- 1985
  - 9 يناير: صدور مرسوم بإنشاء المنطقة الحرة لجبل علي.
  - مارس: تأسيس طيران الإمارات.
  - 25 أكتوبر: طيران الإمارات تقوم برحلة افتتاحية إلى كراتشي.
  - افتتاح كلية دبي الطبية وجمعية المقاولين بالإمارات العربية المتحدة [21]
- 1989
  - بدء مسابقة دبي ديزرت كلاسيك للجولف.
  - 29 يناير: افتتاح معرض دبي للطيران الأول.
- 1990
  - 7 أكتوبر: وفاة حاكم دبي الشيخ راشد.
  - 8 أكتوبر: آل مكتوم بن راشد آل مكتوم يصبح حاكم دبي ورئيس وزراء دولة الإمارات العربية المتحدة.[22]
- 1991
  - تأسيس مركز جمعة الماجد للثقافة والتراث. [23] 
  - افتتاح نادي خور دبي للغولف واليخوت
  - مايو: تشكلت هيئة موانئ دبي بدمج سلطات المنطقة الحرة بمطار دبي.
- 1992
  - تأسيس مجموعة ماجد الفطيم مقرها في دبي.
- 1995
  - 3 يناير: تعيين الشيخ محمد بن راشد ولي عهد دبي.
  - تأسيس الجامعة الأمريكية في دبي.
- 1996
  - 16 فبراير: انطلاق مهرجان دبي للتسوق.[24]
  - 27 مارس: بدء سباق الخيل في كأس العالم بدبي - أغنى أغنياء العالم. الفائز الأول هو أسطورة مسار الأوساخ الأمريكية السيجار .
- 1997
  - أول تربية جمل-لاما في العالم تم إنجازها.[25]
  - شيكاغو بيتش هدم الفندق.[26]
  - جميرا (سلسلة فنادق) ومقرها في دبي.[27]
- 1998 - إعادة بناء المسجد الحرام.
  - تأسست جامعة زايد.
- 1999
  - تشكيل نادي دبي للصحافة.
  - المركز الدولي للزراعة الملحية ومقره في دبي.[28]
  - ديسمبر: تم افتتاح فندق برج العرب.[29]
  - بدء تشغيل مصفاة شركة نفط الإمارات الوطنية.[18]
  - 29 أكتوبر: إعلان مدينة دبي للإنترنت.[30]
  - سوق العقارات في دبي مفتوح لغير مواطني دول مجلس التعاون الخليجي لأول مرة.[31]

## القرن ال 21

### 2000S
2000
- 26 مارس: تأسيس سوق دبي المالي.[32]
- 28 مايو: افتتاح الجامعة الأمريكية بدبي.
- مبنى مطار دبي الجديد [16]
- نخيل العقارية ومقرها في دبي.
- بدء تطوير منطقة البرشاء وماراثون دبي.
- افتتاح مدينة دبي للإنترنت.
- 4 نوفمبر: افتتاح مدينة دبي للإعلام.[33]
- 2001
  - 15 كانون الثاني (يناير): يبدأ البث الإلكتروني للبث.
  - 1 مايو: إعلان أرخبيل اصطناعي النخلة جميرا ونخلة جبل علي.
  - يونيو: بدء البناء في نخلة جميرا.
- 2002
  - 9 يناير: تأسيس محمية دبي الصحراوية ومنتجع المها البيئي.
  - 9 فبراير: الإعلان عن إنشاء منطقة دبي الأكاديمية الحرة بمليون متر مربع.[34]
  - 16 فبراير: افتتاح مركز دبي المالي العالمي.
  - 6 نوفمبر: الإعلان عن المنطقة الاقتصادية الحرة لمدينة دبي الطبية بقيمة 1.8 مليار دولار.
  - مركز الشرق الأوسط للإذاعة ومقره في دبي.
  - بدء بناء أرخبيل النخيل بجبل علي.
  - عدد السكان: 1089000.[35]
  - تم تأسيس مركز دبي للسلع المتعددة.
- 2003
  - سبتمبر: صندوق النقد الدولي يجتمع في دبي. [2]
  - قناة العربية وقناة سي إن بي سي العربية تبثان البث.[33]
  - تأسيس المجلس التنفيذي لدبي [36] ودبي للإعلام.
  - افتتاح قرية دبي للمعرفة.[37]
  - بطولة دبي الأولى للتنس.
  - يونيو: إطلاق منطقة إنتاج الوسائط الدولية (IMPZ).[38]
  - 5 مايو: أعلن مشروع (أرخبيل) العالم.
  - بدء دبي فستيفال سيتي
  - 12 مايو: إعلان مشروع مدينة دبي الملاحية.
  - 16 يونيو: طيران الإمارات تضع أكبر طلبية بقيمة 19 مليار دولار في تاريخ الطيران لـ 71 طائرة ذات هيكل عريض.[39]
  - تأسيس مدينة دبي الإنسانية.[40] (أصبحت فيما بعد مدينة إنسانية دولية)
  - صحيفة 7 أيام تبدأ النشر.
- 2004
  - افتتاح معرض دبي أوتودروم.[29]
  - تلفزيون دبي وان يبدأ البث.
  - افتتاح واحة دبي للسيلكون [41]
  - وأكد المطار الثاني المخطط في جبل علي.
  - سبتمبر: وضع حجر الأساس لأطول برج في العالم، برج خليفة.[42]
  - أكتوبر: تأسيس شركة دبي القابضة للاستثمار.
  - ديسمبر: افتتاح مهرجان دبي السينمائي الدولي
  - تم الإعلان عن مشروع تطوير خليج الأعمال في ديسمبر.[37]
  - ديسمبر: إطلاق كلية دبي للإدارة الحكومية (لتصبح مدرسة محمد بن راشد للإدارة الحكومية).
- 2005
  - 27 كانون الثاني (يناير): دبي تحمل بطولة العالم الأولى لركوب الخيل في الاتحاد الدولي للفروسية ، [43] تفتتح مدينة دبي الدولية للقدرة .
  - 7 مارس: تأسيس اللجنة الدائمة لشؤون العمل.[44]
  - جريدة الإمارات اليوم تبدأ النشر. [45]
  - يقع رأس الخيمة للبترول في دبي.
  - افتتاح مول الإمارات (مع سكي دبي).
  - دبي هيئة الطرق والمواصلات (هيئة الطرق والمواصلات) تشكيلها.
  - افتتاح بورصة دبي للذهب والسلع.[46]
  - تأسست موانئ دبي العالمية من اندماج هيئة موانئ دبي وموانئ دبي العالمية
  - سبتمبر: إضراب عمال البناء.[44][47]
  - أكتوبر: شرطة دبي تقدم خطًا ساخنًا للعمال للإبلاغ عن قضايا العمل.[48]
  - تشرين الثاني (نوفمبر): مشروع جبل علي المطار الذي تبلغ تكلفته 8 مليارات دولار، والذي أطلق عليه اسم دبي وورلد سنترال.
- 2006
  - يناير: وفاة مكتوم بن راشد آل مكتوم في جولد كوست الأسترالي.[49]
  - يناير: أصبح محمد بن راشد آل مكتوم حاكم دبي ونائب رئيس دولة الإمارات العربية المتحدة.[22]
  - فبراير: محمد بن راشد آل مكتوم يصبح رئيس وزراء دولة الإمارات العربية المتحدة.[22]
  - فبراير: إطلاق 15 مليار دولار لشركة دبي لصناعات الطيران .
  - فبراير: بدء تطوير مدينة دبي الأكاديمية العالمية .
  - مارس: حصلت موانئ دبي العالمية، موانئ دبي العالمية، على P&O مقابل 7 مليارات دولار.
  - مارس: لجنة مجلس النواب الأمريكي تصوت 62-2 لمنع موانئ دبي العالمية من تشغيل الموانئ الأمريكية. موانئ دبي العالمية تجردهم.
  - 21 مارس: مظاهرة عمال البناء.[44][50]
  - 16 مايو: إضراب عمال البناء.[44][51]
  - مجلس الإمارات للمباني الخضراء ومقره في دبي. 
  - تأسيس شركة دبي العالمية للاستثمار.
  - عدد السكان: 1,354,980.[52]
  - تأسست هيئة دبي للتعليم، وكالة المعرفة والتنمية البشرية (KHDA).[53]
  - كانون الأول / ديسمبر: النساء فقط سيارات الأجرة الوردي يذهبون إلى الخدمة.[54]

- 2007
  - فبراير: إطلاق شركة الاتصالات الإماراتية الجديدة «دو».
  - حزيران (يونيو): دخل " سالك" (معنى "واضح") في دبي حيز التنفيذ.
  - يونيو: تأسست مؤسسة دبي العقارية .
  - يوليو: معبر «مؤقت»، يفتح الجسر العائم.
  - أغسطس: تأسيس مؤسسة تنظيم العقارات (RERA).[55]
  - تم افتتاح معبر الخليج التجاري، المسمى أصلاً جسر رأس الخور.
  - يبدأ معرض الخليج للفنون .  
  - أعلن الشيخ محمد عن خطة دبي الإستراتيجية 2015، وهي إستراتيجية طويلة المدى للمدينة.[56]
  - جمعت جائزة دبي العالمية للأموال إلى 10 ملايين دولار.
  - افتتاح مدينة دبي للاستوديوهات.
  - مدينة دبي العالمية [57]
  - سبتمبر: تأسيس مؤسسة دبي العطاء الخيرية. حملة جمع التبرعات الأولية تزيد عن مليار درهم.[58]
- 2008
  - مارس: تشكيل هيئة دبي للثقافة والفنون.[59]
  - مارس: تم افتتاح جسر مكتوم الجديد.
  - 26 مارس: 2008 انفجار دبي في القوز.
  - مارس: إعلان شركة الطيران الجديدة منخفضة التكلفة Fly Dubai.[60]
  - افتتاح مدينة دبي الرياضية.
  - تشكيل (كيان فني) [61]
  - مطار دبي الدولي مبنى 3
  - 1500 غرفة أتلانتس ، النخلة فندق ومنتجع أطلقت مع 1,000 الألعاب النارية.
- 2009
  - تم إلغاء احتفالات العام الجديد [62] والاحتفال الافتتاحي لمهرجان دبي للتسوق [63] تضامناً مع غزة.
  - 29 مارس: مقتل الشيشان ياماداييف في دبي.[22]
  - افتتاح مول دبي، أكبر مركز للتسوق في العالم.
  - 1 يونيو: فلاي دبي تبدأ عملياتها.
  - سبتمبر: الخط الأحمر (مترو دبي) يبدأ العمل.[1]
  - برج الماس بني.
  - افتتاح ملعب دبي الدولي للكريكيت .
  - إعادة هيكلة دبي العالمية.

### 2010S
- 2010
  - 4 يناير: افتتاح ناطحة سحاب برج خليفة (الأطول في العالم).[22]
  - 19 كانون الثاني: اغتيال الفلسطيني محمود المبحوح.[22]
  - 28 يناير: افتتاح ميدان سباق الخيل .
  - 4 فبراير: الإعلان عن إنشاء حقل نفط جديد شرق حقل رشيد باسم جليلة .
  - 1 يوليو: بدء تشغيل مطار آل مكتوم الدولي.
- 2011
  - Green Line (مترو دبي) يبدأ تشغيل محطة Palm Deira (مترو دبي).
  - تأسيس متحف الصلصالي الخاص .
  - 11 أكتوبر: بنك الإمارات دبي الوطني يتولى بنك دبي .
- 2012
  - تم بناء برج الأميرة وجي دبليو ماريوت ماركيز دبي.
  - 21 مارس: الإعلان عن مشاريع متحف دبي للفن الحديث ومنطقة الأوبرا.[64]
  - 12 يونيو: أطلقت دبي رسمياً عرضها الخاص بمعرض وورلد إكسبو 2020.[65]
  - 30 نوفمبر: بدأت استعادة "Union House"، حيث تم توقيع معاهدة الإمارات العربية المتحدة في عام 1971.[66]
- 2013
  - 13 فبراير: الإعلان عن مشروع جزيرة بلوواترز بقيمة 1.5 مليار دولار، ليشمل أكبر عجلة فيريس في العالم.[67]
  - 4 مارس: أسس الشيخ محمد مؤسسة أدب الإمارات، لتشمل مركز دبي الدولي للكتاب.[68]
  - مبنى شرطة البرشاء.[69]
  - منجم (معرض) يفتح.
  - أكتوبر: الشيخ محمد يعلن قناة دبي المائية.[70]
  - السكان: 221400.[71]
  - 27 نوفمبر: فازت دبي والإمارات العربية المتحدة بعقد المعرض العالمي 2020.[72]
- 2014
  - فبراير: دبي تطلق جائزة " Drones for Good " بقيمة مليون دولار.[73]
  - 5 يوليو: العالم أكبر مركز تجاري وحديقة داخلية، و48 مليون قدم مربع مول العالم مشروع الإعلان عنها.[74]
  - 16 يوليو: الإعلان عن إنشاء وكالة الفضاء الإماراتية وإطلاق مهمة المريخ.
  - 8 سبتمبر: دبي تطلق مركز محمد بن راشد للإبداع الحكومي.[75]
  - 27 أكتوبر: دبي تعلن عن استثمار بقيمة 1.2 مليار دولار في مجال الابتكار من خلال شركة TECOM لتشغيل المنطقة الحرة.[76]
  - 17 ديسمبر: إعلان استراتيجية تطوير خطة دبي 2021.[77]
  - تم افتتاح أوبرا جراند، أول برج في منطقة دار الأوبرا بدبي.
- 2015
  - لوائح الدراجات الصادرة.[78]
  - 6 مايو: انطلاق مشروع مسبار المريخ الإماراتي الأمل.[79]
- 2016
  - نوفمبر: سمو الشيخ محمد يفتتح قناة دبي المائية.[80]
- 2017
  - 1 مايو: تم إطلاق خط دبي فونت، الخط الخاص بدبي.[81]
  - 21 نوفمبر: افتتح متنزه سفاري دبي للجمهور.[82]
- 2018
  - 1 يناير: افتتاح برواز دبي في عام 2018.[83]

## قائمة المراجع

### Published in 20th century
- "Dibai (Dabai)". Persian Gulf Pilot. Washington DC: Government Printing Office. 1920.
- "United Arab Emirates: Dubai"، Arab Gulf States، لونلي بلانيت، 1993، ص. 308+، OL:8314448M
- Richard Trench (ed.), Arab Gulf Cities: Doha, Abu Dhabi, Dubai, Sharjah (Archives Editions, 1994)
- Fatma Al-Sayegh (1998). "Merchants' Role in a Changing Society: The Case of Dubai, 1900–90". Middle Eastern Studies. ج. 34. JSTOR:4283919.
- Vision 2010، 2000

### Published in 21st century
2000s
- Sampler and Eigner. From Sand to Silicon. 2003.
- Yasser Elsheshtawy (2004). "Redrawing boundaries: Dubai, an emerging global city". في Yasser Elsheshtawy (المحرر). Planning Middle Eastern Cities. Routledge. ص. 169–199. ISBN:978-1-134-41010-1.
- Dubai: The Complete Residents' Guide. Dubai: Explorer Publishing. 2006. ISBN:978-976-8182-76-0. مؤرشف من الأصل في 2016-05-15.
- Dubai Strategic Plan، 2007
- Ahmed Kanna (2007). "Dubai in a Jagged World". Middle East Report. USA: Middle East Research and Information Project ع. 243. JSTOR:25164788.
- "Dubai: Sudden City"، ناشونال جيوغرافيك، Washington DC، ج. 211، يناير 2007، مؤرشف من الأصل في 2021-12-13
- Deeba Haider (2008). "Growing Pains of Dubai". في Salma K. Jayyusi؛ وآخرون (المحررون). City in the Islamic World. Leiden: Koninklijke Brill. ص. 1063+. ISBN:9789004162402. مؤرشف من الأصل في 2017-02-17.
- Michael Pacione (2008)، "Dubai"، في Michael R.T. Dumper؛ Bruce E. Stanley (المحررون)، Cities of the Middle East and North Africa، Santa Barbara, USA: أي بي سي-كليو، ص. 138+، مؤرشف من الأصل في 2023-01-24
- Martin Hvidt (2009). "The Dubai Model: An Outline of Key Development-Process Elements in Dubai". International Journal of Middle East Studies. ج. 41. JSTOR:40389254.

2010s
- Syed Ali (2010). Dubai: Gilded Cage. Yale University Press. ISBN:978-0-300-15217-3.
- Yasser Elsheshtawy (2010). Dubai: Behind an Urban Spectacle. Routledge. ISBN:978-1-135-26119-1. مؤرشف من الأصل في 2020-05-31.
- Stephen J. Ramos (2010). Dubai Amplified: The Engineering of a Port Geography. Ashgate. ISBN:978-1-4094-8884-2. مؤرشف من الأصل في 2016-05-02.
- Pranay Gupte (2011). Dubai: the Making of a Megapolis. Penguin. ISBN:978-0-670-08517-0. مؤرشف من الأصل في 2020-05-31.
- Ahmed Kanna (2011). Dubai, the City as Corporation. USA: University of Minnesota Press. ISBN:978-0-8166-5630-1. مؤرشف من الأصل في 2020-05-31.
- John Biln؛ Mohamed El-Amrousi (2014). "Dubai's Heritage House Museums: A Semiosis of Melancholy". Traditional Dwellings and Settlements Review. International Association for the Study of Traditional Environments. ج. 25. مؤرشف من الأصل في 2019-08-15 – عبر University of California, Berkeley.
- "Dubai's five-year economic turnaround: timeline; Key dates in the emirate's journey from bust to boom"، ديلي تلغراف، UK، مارس 2014، مؤرشف من الأصل في 2020-11-22

## روابط خارجية
- منظر جوي لدبي ، 1969 (صورة متحركة)
- خريطة دبي ، 1986